# Katzberg (Höhenzug)

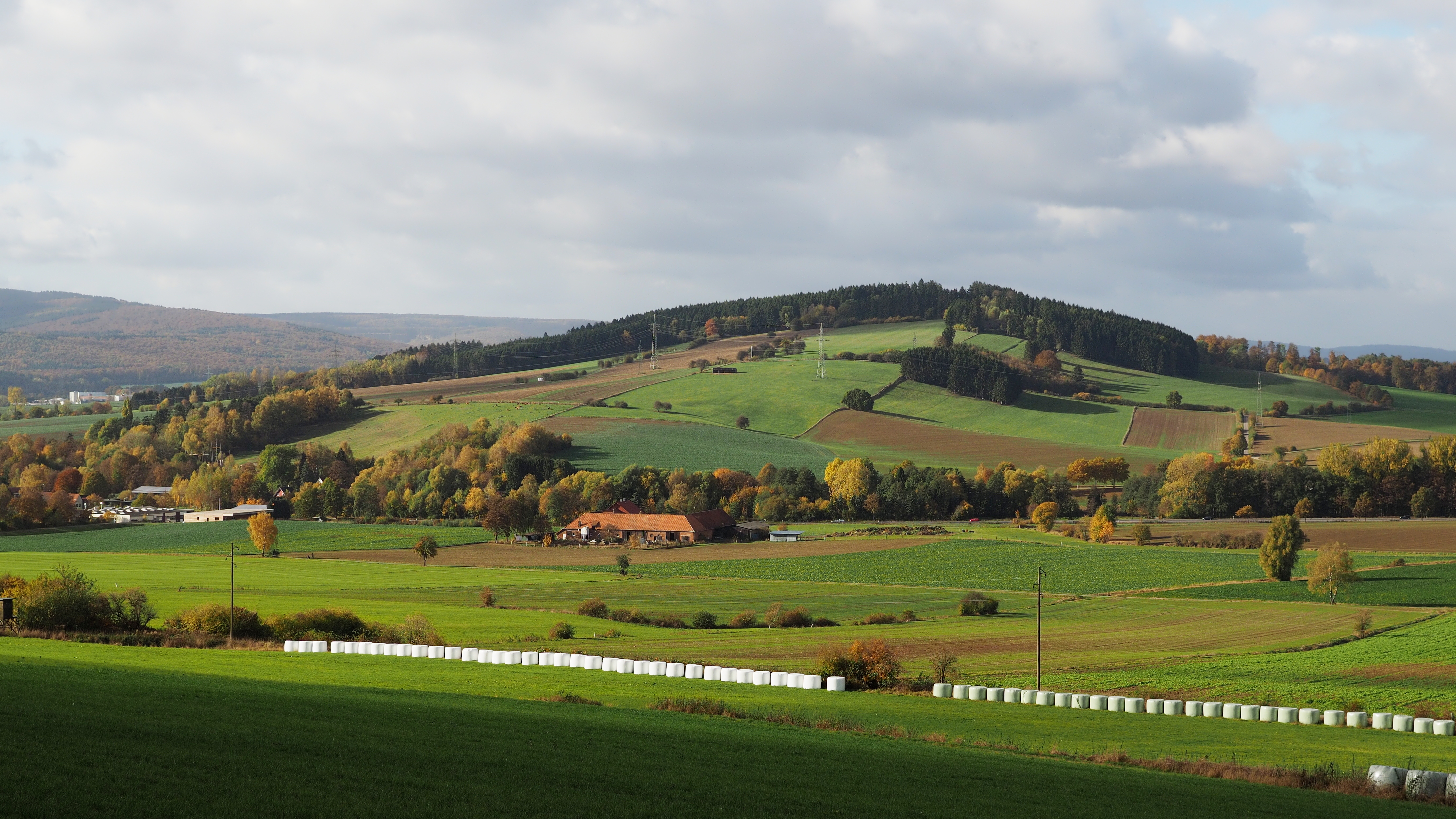
Katzberg von Südosten

Der Katzberg ist ein 230 m ü. NN hoher, zum Teil bewaldeter Hügel im Deister-Süntel-Tal, der zum Calenberger Bergland gehört. Die Erhebung liegt in Niedersachsen in der Region Hannover zwischen Bad Münder und Altenhagen I. Südlich vorbei führt die Bundesstraße 217. Nördlich um den Katzberg führt die Bahnstrecke Hannover–Altenbeken herum.
Aufgebaut ist der Katzberg aus Juragestein mit einer Kuppe aus Wealdensandstein. Aufgrund des Nadelwaldbestandes und der welligen Wiesenflächen erweckt die Erhebung einen almartigen Eindruck.
Die Namensherkunft des Hügels ist nicht eindeutig erklärbar. Einer Deutung nach könnte sich der Name von der Grundbesitzerfamilie „Katz“ ableiten, die hier über Jahrhunderte ansässig war. Einer weiteren Deutung nach könnte der Name aus dem Mittelhochdeutschen entlehnt sein und für „Kleiner Beihut“ stehen, was sich auf einen kleinen Kindertisch, auch Katzentisch genannt, bezieht.
Seit Frühjahr 2024 wird er mit Bergahorn aufgeforstet.